# Neoplatonisme
El neoplatonisme és una doctrina que existí entre els segles iii i vi. Tot i que, ben clarament, el neoplatonisme és una doctrina basada en pensadors anteriors (Filó d'Alexandria, Hipàcia d'Alexandria, Apol·loni de Tíana i els pensadors del platonisme mitjà, per exemple), hom pot dir que el creador (o sistematitzador) del neoplatonisme és Plotí.

## Aspectes bàsics
Plotí, deixeble d'Ammoni Saccas, que fundà una escola a Roma als 40 anys, va escriure 54 llibres, les Ennèades, en què presenta un conjunt d'escrits que reflecteixen amb bastant fidelitat, pel que sembla, el seu ensenyament oral (el seu deixeble Porfiri revisà aquests escrits, els agrupà en un conjunt sistemàtic, els corregí les errades i els feu algunes adaptacions). En les Ennèades, Plotí presenta les seves teories fonamentals: la divisió de la realitat en la tríada intel·ligible (U (déu), Intel·ligència i Ànima) i en la matèria; la seva interpretació de l'origen de l'univers (l'emanació); la seva opinió sobre la utilitat de la pregària; la seva via negativa per a arribar a comprendre déu («de la divinitat, no es pot dir el que és, però es pot definir el que no és»); etc.
El pensament de Plotí, com s'ha dit, és poc original respecte als pensadors anteriors (no per res té el nom de «neoplatonisme»), però dona lloc a una nova visió sistemàtica (i amb una certa originalitat) de les teories clàssiques religiosofilosòfiques del passat. És un fet que Plotí ha causat fascinació en pensadors de tots els temps, especialment en els de tendències religioses i metafísiques.

## El neoplatonisme després de Plotí
Porfiri, deixeble de Plotí en vida i successor de l'escola, fou molt fidel al pensament del seu mestre. Home molt crític amb el cristianisme, comentarista de Plató, filòsof poc original, vegetarià i escriptor incansable, és conegut sobretot per les seves teories morals. Porfiri representa una continuïtat del pensament de Plotí (continuïtat que duraria poc).
No obstant això, Iàmblic, alumne de Porfiri i nou cap de l'escola, marca un abans i un després en el neoplatonisme. Si abans l'interès de l'escola era la filosofia i la metafísica, ara l'escola neoplatònica es decantarà més per la mística i la contemplació. Una diferència notable entre Plotí i Iàmblic és la interpretació de la pregària: per a Plotí (i Porfiri), la pregària és positiva (però no necessària), perquè l'ànima és autosuficient per a aconseguir la salvació; en canvi, per a Iàmblic, la pregària és completament necessària per a aconseguir la salvació, fins al punt d'afirmar que déu no dona la salvació a tothom, sinó només als qui ell mateix escull. Així doncs, si per a Plotí i Porfiri importava «el savi místic autosuficient», per a Iàmblic (i després per a Procle) importava «el creient místic devot i lliurat». El neoplatonisme cada cop s'orientava més cap a postures irracionals i místiques, deixant enrere la postura sistemàtica i formalista pròpia de Plotí.
Com s'ha comentat, Procle fou molt fidel a les teories de Iàmblic, ignorant el pensament original neoplatònic de Plotí. Malgrat tot, hi ha una diferència important entre Iàmblic i Procle: si el primer es dedica sobretot a fer una tasca de comentarista (de Plató i altres savis d'aquell temps), Procle sí que fa un pensament bastant sistemàtic, en què hi ha diferents graus entre la divinitat i l'ésser. Encara que Procle no sigui en general un filòsof original, sí que té elements teosòfics i doctrinals que no eren pas propis del mateix Plotí.
Un pensador prou pròxim al neoplatonisme fou Plutarc. Escriptor sobradament conegut, molt influent en la literatura universal, els escrits de Plutarc foren bàsics, per exemple, perquè el mateix Maquiavel tingués material de consulta per a escriure El príncep. De fet, Plutarc va ser sempre un gran admirador, com a persona i escriptor, del pensament tant neoplatònic com neopitagòric (i una mica polèmic contra l'epicureisme).
A més a més, també cal mencionar Hipàcia, una de les poques dones destacables en la filosofia antiga, filòsofa neoplatònica d'un cert prestigi, dona sàvia i erudita, morta en el 415 dC a mans de cristians a Alexandria. També es poden esmentar Simplici i Damasci, els darrers neoplatònics, que veieren amb disgust com l'escola neoplatònica fou prohibida i tancada el 529 dC per ordre de Justinià I. Donat aquest fet, l'escola neoplatònica es dispersà, i la doctrina de l'escola sobrevisqué durant alguns anys gràcies a alguns pensadors aïllats.
Amb el temps, però, les doctrines neoplatòniques trobaren una certa continuïtat a mans de pensadors cristians posteriors, sobretot sant Agustí. Pensadors de la patrística, de l'escolàstica, del Renaixement, etc., seguiren algunes de les doctrines neoplatòniques, que llegien amb molt d'interès, si bé les seves interpretacions estaven sempre molt condicionades per les exigències de la religió cristiana.
Més en l'actualitat, en el segle xix, és indubtable que el neoplatonisme deixà una marca important en el pensament de Hegel i els romàntics. En la seva teoria dialèctica del saber absolut, Hegel menciona explícitament, en algunes ocasions, els encerts que, per a ell, tenia la filosofia neoplatònica, en especial Procle.